# Rives (Isère)
Rives (auch: Rives-sur-Fure) ist eine französische Gemeinde mit 6599 Einwohnern (Stand: 1. Januar 2022) im Département Isère in der Region Auvergne-Rhône-Alpes. Die Gemeinde liegt im Arrondissement Grenoble und ist der Hauptort (chef-lieu) des Kantons Tullins. Die Einwohner werden Rivois genannt.

## Geographie
Rives liegt am Fluss Fure. Umgeben wird Rives von den Nachbargemeinden Apprieu und Saint-Blaise-du-Buis im Norden, Réaumont im Nordosten, Charnècles im Osten, Renage im Süden, Beaucroissant im Südwesten und Colombe im Nordwesten.
Durch die Gemeinde führen die Autoroute A48 (E 711) und die frühere Route nationale 85 (Route Napoleon, heute Départementstraße 1085).

## Geschichte
Seit dem 12. Jahrhundert ist die Eisen- bzw. Stahlverarbeitung einer der Hauptwirtschaftszweige der Gemeinde. Seit dem 16. Jahrhundert ist die Papier- bzw. Tapetenindustrie hinzugekommen. 

## Bevölkerungsentwicklung
| Jahr                       | 1962 | 1968 | 1975 | 1982 | 1990 | 1999 | 2006 | 2017 |
| -------------------------- | ---- | ---- | ---- | ---- | ---- | ---- | ---- | ---- |
| Einwohner                  | 3902 | 4589 | 5007 | 5115 | 5403 | 5620 | 5745 | 6476 |
| Quellen: Cassini und INSEE |      |      |      |      |      |      |      |      |

## Sehenswürdigkeiten
- Kirche Saint-Valère, errichtet Ende des 19. Jahrhunderts
- Priorat Saint-Vallier im Ortsteil Mollard aus dem 12. Jahrhundert, heute Sitz eines Orgelbauunternehmens
- Châteaubourg, Herrenhaus, früherer Sitz der Herren über Rives, im 16. Jahrhundert an der Stelle einer mittelalterlichen Burg errichtet, 1969 restauriert
- Maison Blanc
- Château de l’Orgère, erbaut 1912
- Pont-du-bœuf, Eisenbahnbrücke über den Fure, errichtet 1857

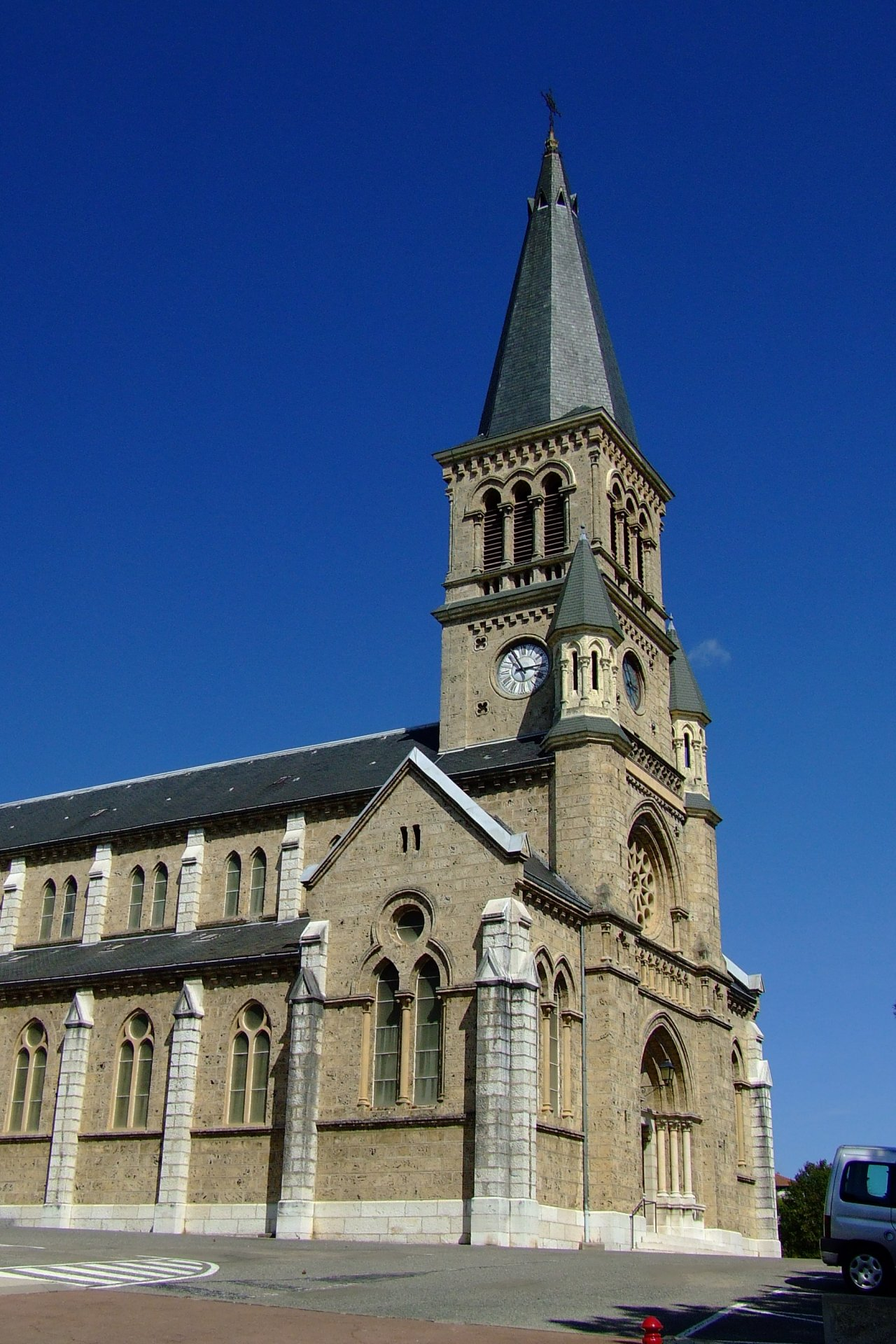
Kirche Saint-Valère
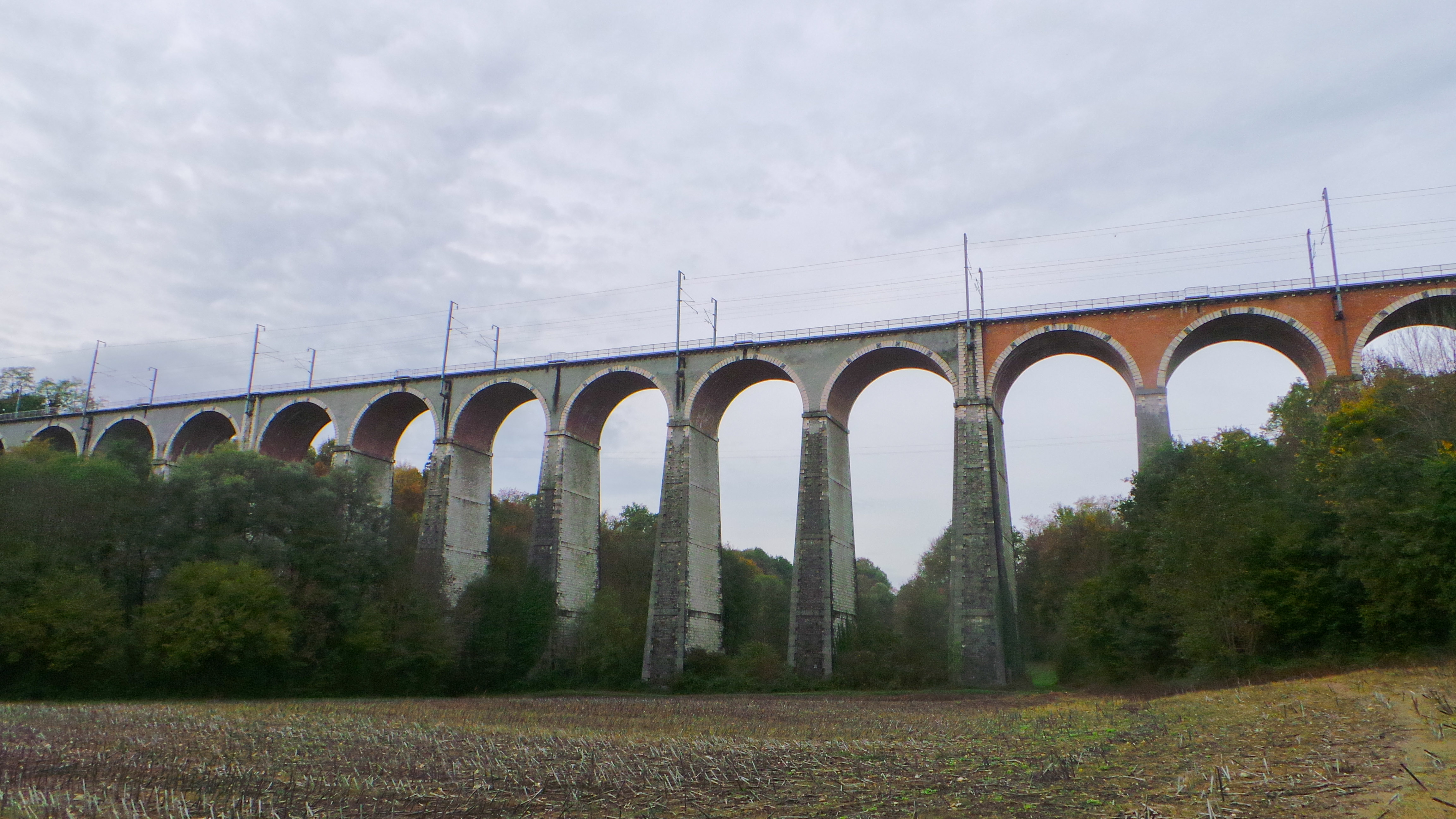
Pont-du-Boeuf

## Gemeindepartnerschaften
- Forlì del Sannio, Provinz Isernia (Molise), Italien, seit 2006
- Cabeceiras de Basto (Refojos de Basto), Distrikt Braga, Portugal, seit 2008

## Wirtschaft

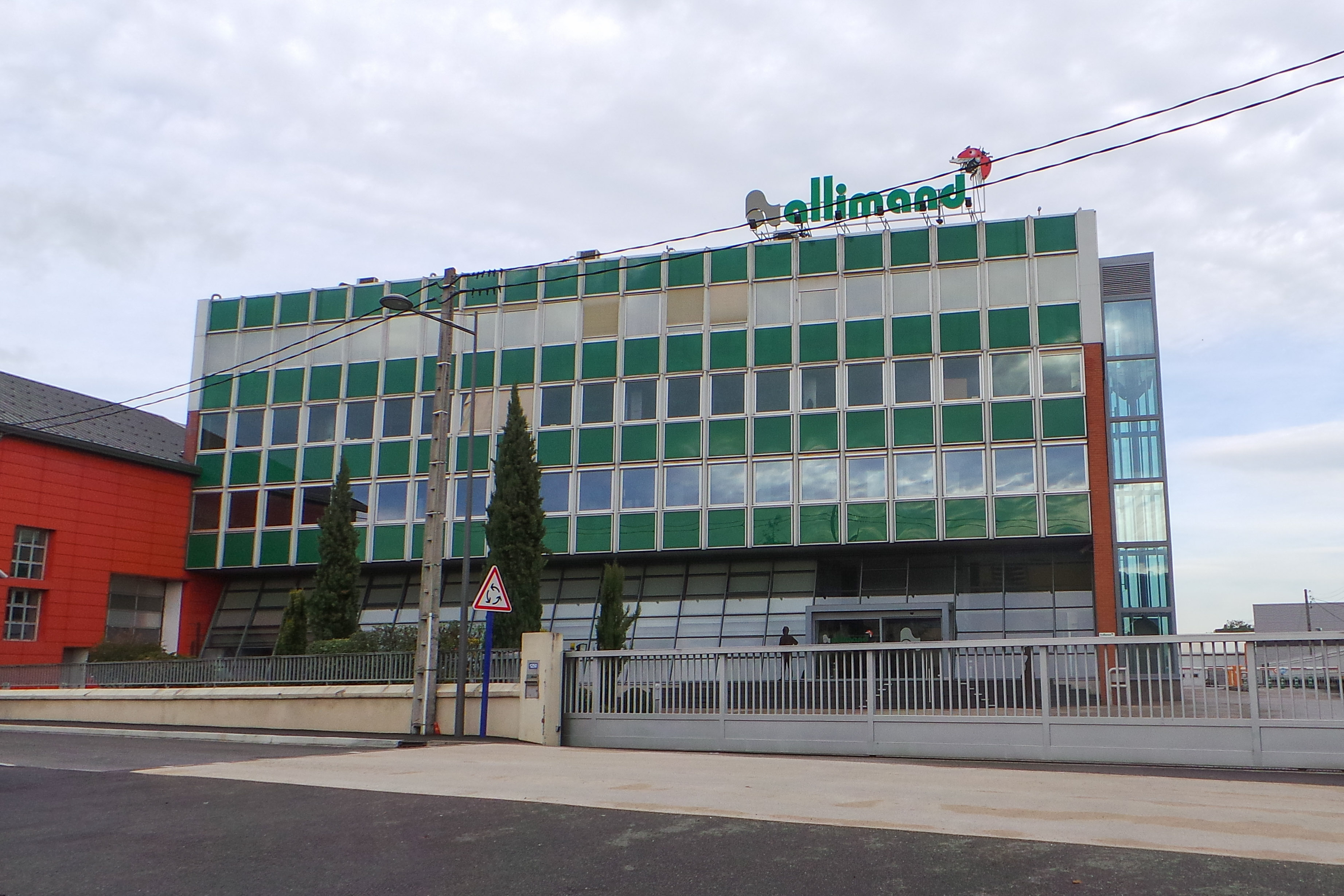
Allimand

Das französische Unternehmen Allimand Group betreibt in Rives eine Produktionsstätte für Papiermaschinen und deren Komponenten.

## Persönlichkeiten
- Séraphin Buisset (1870–1949), Politiker und langjähriger Maire
- Bernard Dompnier (* 1948), Historiker
- Raphaël Poirée (* 1974), Biathlet
- Jérémy Clément (* 1984), Fußballspieler